# Anfizionia
Con il termine anfizionia (in greco antico: Ἀμφικτυονία?) si indicava, nell'Antica Grecia, una lega sacrale di ἔθνη o πόλεις (polis) che gravitava attorno ad un particolare santuario.
Questa parola nell'antica Grecia indicava una confederazione di città vicine, legate da un culto comune allo stesso santuario per il quale si raccoglievano i fondi da destinare alle cerimonie religiose. Più tardi nelle assemblee delle anfizionie si discusse, oltre che di religione, anche di affari economici, commerciali e politici di comune interesse. Infine, l'originario significato sacro sparì del tutto e le anfizionie si trasformarono in alleanze a carattere politico-militare.
I compiti di coloro che ne facevano parte comprendevano l'amministrazione e la custodia del santuario e delle strade che conducevano all'oracolo e al tesoro del dio, la punizione con multe (o in certi casi con azioni militari) dei violatori delle norme anfizioniche.

## Anfizionia di Delfi
Di particolare rilievo fu l'anfizionia delfica (fondata da Anfizione, secondo la leggenda) che aveva per santuario il tempio di Apollo a Delfi, a cui si aggiunse quella di Demetra ad Antela presso le Termopili, con l'entrata nella lega tessala. 
Composta da dodici popoli, ciascuno avente due voti nel consiglio, l'anfizionia è formata dai Tessali e dai loro sei popoli perieci (Magneti, Perrebi, Dolopi, Achei Ftioti, Eniani, Malii), che detenevano la maggioranza (14 voti su 24), e dai Beoti, dai Locresi, dai Focesi, dagli Ioni e dai Dori.
Le riunioni si tenevano due volte all'anno, in primavera a Delfi e in autunno ad Antela.
I membri di ciascuna Anfizionia erano tenuti a cooperare nell'amministrazione e nella difesa del santuario, e ad inviare periodicamente ciascuno due delegati (ieromnemoni) in occasione del sinedrio anfizionico, l'organo collegiale preposto al controllo della confederazione. Venivano tra l'altro inviati dei pilagori, cioè osservatori esterni, da parte delle comunità escluse dalla anfizionia delfica.

## Anfizionia di Delo
Da annoverare tra le anfizionie è quella legata all'isola di Delo, costituita nel 478-477 a.C. da Atene, durante la fase conclusiva delle guerre persiane. Ricordata spesso come Lega delio-attica, ad essa aderirono un numero di città compreso tra 150 e 173, delle quali la più importante fu Atene stessa, che di fatto ne detenne la leadership. Era a Delo, celebre per il culto di Apollo, e per il relativo tempio, che si tenevano i congressi annuali delle città della lega e si custodiva il tesoro, almeno finché Pericle non lo trasferì ad Atene nel 454 a.C. sancendo l'assoluta predominanza militare e politica di Atene sul resto degli alleati. La lega di Delo seguì i destini di Atene fino al suo scioglimento, alla conclusione della Guerra del Peloponneso, nel 404 a.C.

## Altre
Leghe Anfizioniche erano, ad esempio, quelle che sorgevano intorno ai santuari di Zeus a Dodona e Olimpia, o al santuario di Poseidone a capo Micale, in Ionia.
Si formarono anfizionie in gran parte delle regioni in cui era suddivisa la Grecia antica: in Acarnania e Etolia, Eubea, Focide e Locride, Arcadia e Acaia.